# Студенец (област Разград)
 За другото българско село вижте Студенец (Област Смолян).  
Студенѐц е село в Североизточна България. То се намира в община Лозница, област Разград.

## География
Селото е разположено на 13 km на югоизток от областния център Разград и на 9 km на север от общинския център Лозница. Географски отстои на 279 km от столицата София. Има автобусни връзки с Лозница и Разград.

## История
За активна антидържавна дейност по силата на ЗЗД през 1940 в Студенец е интернирана Лиляна Димитрова.
В най-новата си история селото попада под вниманието на местната преса поради обвинения за безстопанственост спрямо управлявалия в три мандата селски кмет Ахмед Хасан. Той действително подава оставка от длъжност на 7 януари 2015 година поради невъзможност да изпълнява задълженията си поради дълго отсъствие от страната – между 2011 и 2015 г.

## Население
Численост на населението според преброяванията през годините:
| \| Година на преброяване \| Численост \| \| --------------------- \| --------- \| \| 1934 \| 881 \| \| 1946 \| 747 \| \| 1956 \| 680 \| \| 1965 \| 549 \| \| 1975 \| 393 \| \| 1985 \| 374 \| \| 1992 \| 398 \| \| 2001 \| 428 \| \| 2011 \| 382 \| \| 2021 \| 294 \| |           |
| Година на преброяване | Численост |
| 1934 | 881       |
| 1946 | 747       |
| 1956 | 680       |
| 1965 | 549       |
| 1975 | 393       |
| 1985 | 374       |
| 1992 | 398       |
| 2001 | 428       |
| 2011 | 382       |
| 2021 | 294       |

### Етнически състав
Преброяване на населението през 2011 г.
Численост и дял на етническите групи според преброяването на населението през 2011 г.:
|                     | Численост | Дял (в %) |
| Общо                | 382       | 100.00    |
| Българи             | 210       | 54.97     |
| Турци               | 52        | 13.61     |
| Цигани              | 10        | 2.61      |
| Други               | 0         | 0.00      |
| Не се самоопределят | 6         | 1.57      |
| Неотговорили        | 104       | 27.22     |

## Обществени институции
- Кметство – телефон: 0886901138
  - Е-mail: studenec@loznitsa.bg
- Читалище „Отец Паисий Хилендарски“ е регистрирано под номер 3325 в Министерство на Културата на Република България.[8]